# Dubai Trolley
Die Dubai Trolley war eine eingleisige Straßenbahnstrecke in Dubai in den Vereinigten Arabischen Emiraten.

## Stand
Das Depot steht neben der bekannten Skulptur „Wings of Mexico“. Von dort führte die Strecke ein Stück den Sheikh Mohammed bin Rashid Boulevard entlang. Sie wurde privat von der Firma Emaar Properties finanziert und sollte ein etwa 7 km Rundkurs um die Innenstadt von Dubai werden. Die Straßenbahn in Dubai sollte ursprünglich in dessen öffentlichen Personennahverkehr integriert werden. Zu diesem Zweck war auch eine Umsteigestation an der Haltestelle Burj Khalifa der Dubai Metro geplant.
Das einzige je gebaute Fahrzeug wurde im Retrodesign ausgeführt und war der erste Straßenbahnwagen der Welt mit Wasserstoff-Antrieb. Der Triebwagen ist zweistöckig, wobei das obere Deck offen ist. Gebaut wurde es von der US-amerikanischen Transportation Innovation Group, die bereits ähnliche Fahrzeuge für die Straßenbahn Oranjestad in Aruba gebaut hat. Jedoch erwies sich das Fahrzeug als zu empfindlich gegenüber den in Dubai vorherrschenden hohen Temperaturen. Daher fuhr die Bahn ab 2015 zunächst nur auf einem bis dato fertig gestellten kurzen Streckenstück von nur 700 Meter Länge.
Aufgrund der kurzen tatsächlich realisierten Streckenlänge von nur 700 Meter dauerte das Warten auf die nächste Fahrt sowie Ein- und Ausstieg länger, als diese 700 Meter zu Fuß zu gehen. Obwohl die Mitfahrt gratis war, wurde sie kaum in Anspruch genommen und 2019 wieder stillgelegt. Das Depot wird inzwischen als Restaurant genutzt. Der Wagen steht daneben abgestellt.

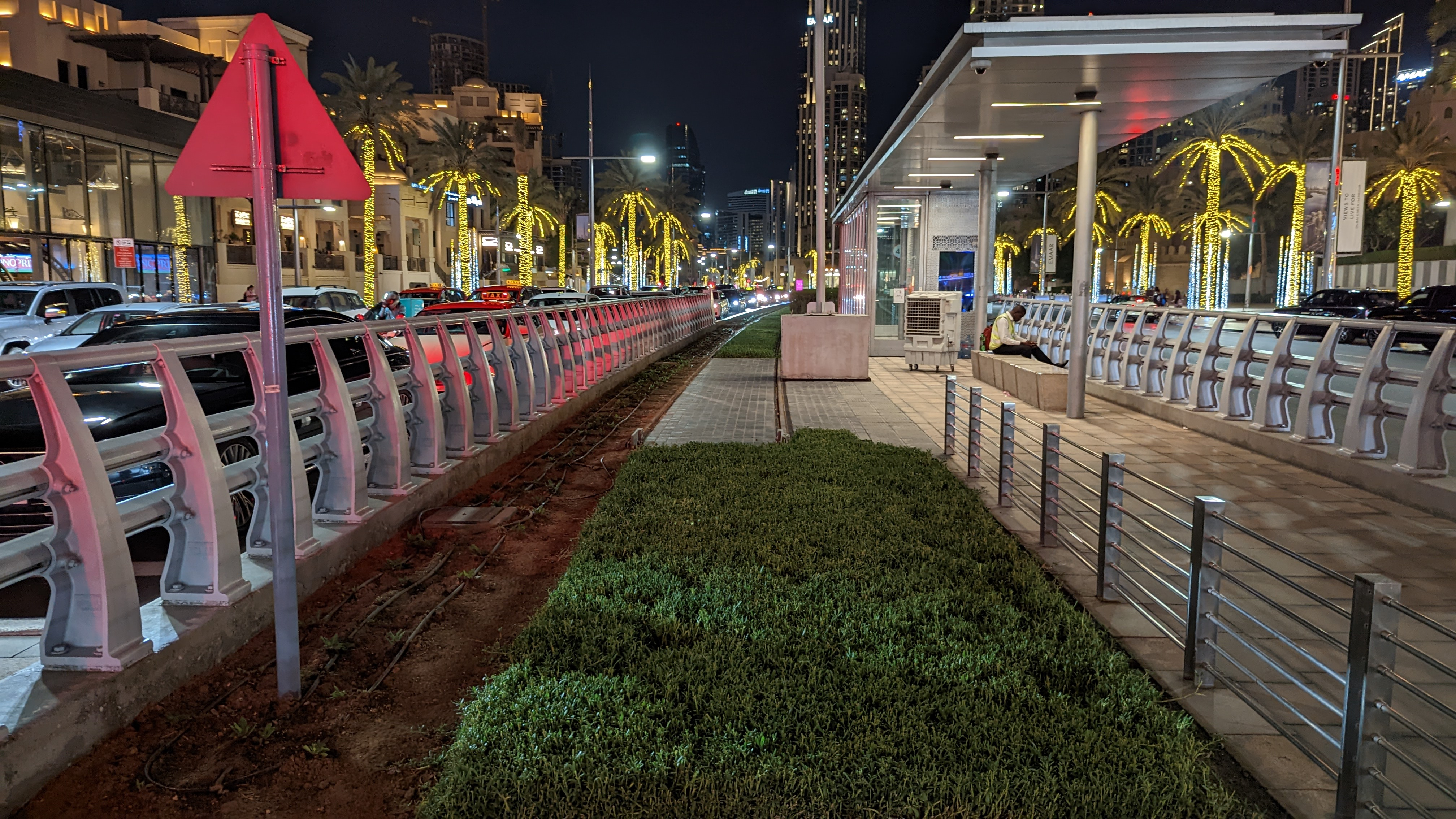
Station 1
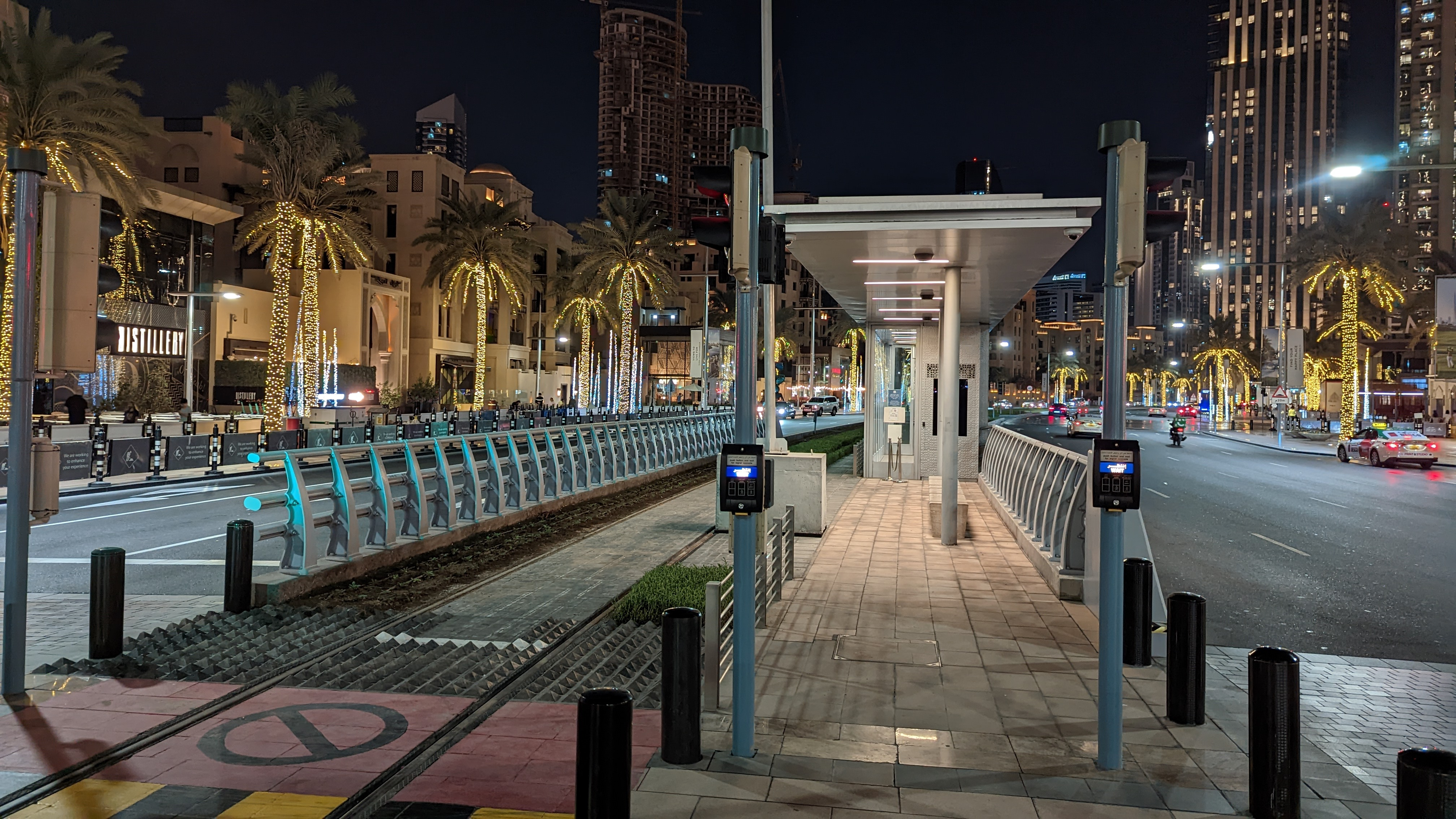
Station 2
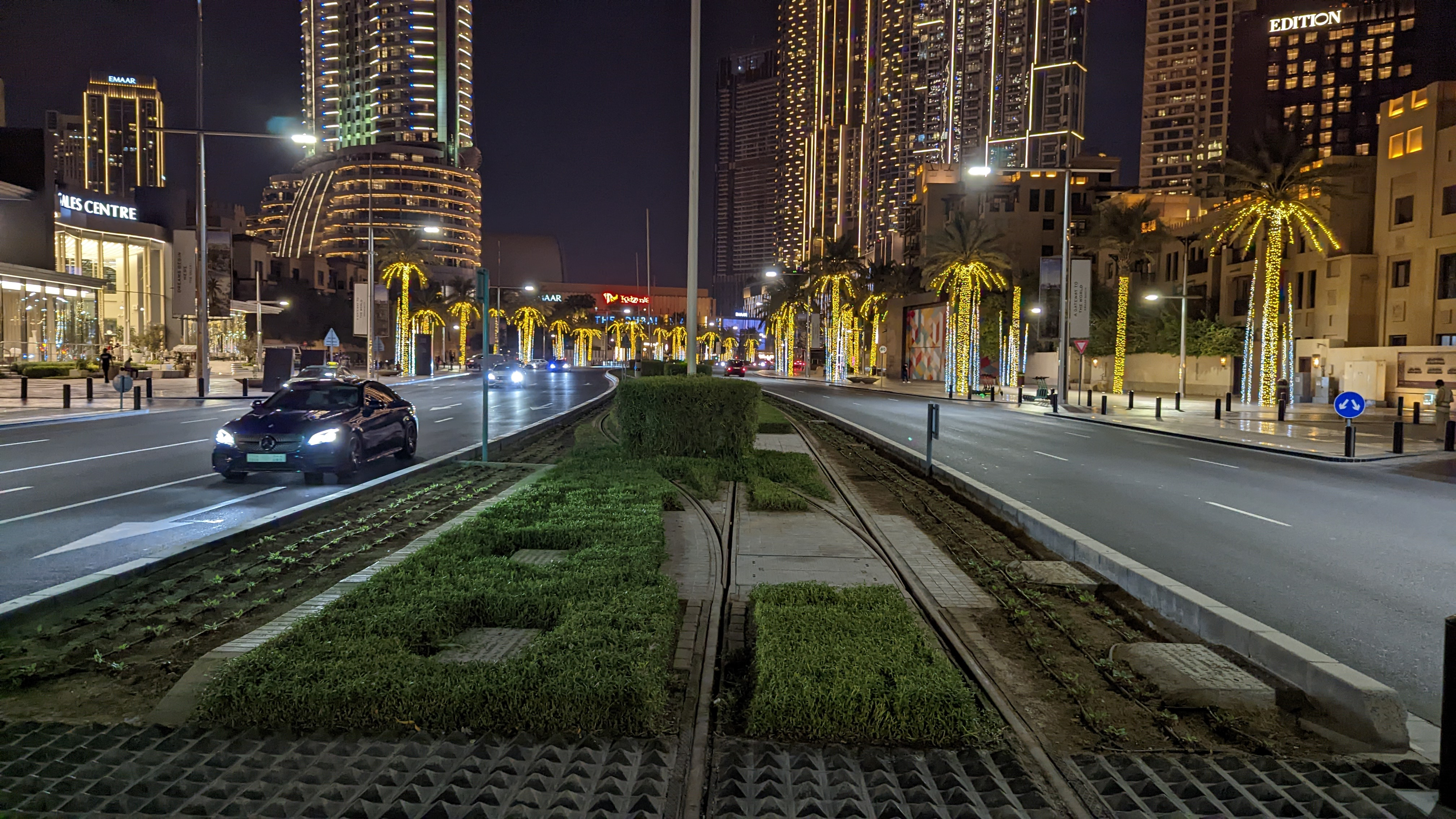
Rasengleis zwischen der Fahrbahn